# Bruno de Leusse
Pour les articles homonymes, voir Leusse.
Bruno de Leusse (ou baron Bruno de Leusse de Syon) est un diplomate et haut fonctionnaire français né le 12 août 1916 à Vienne (Isère) et mort le 2 juillet 2009 à Nernier (Haute-Savoie). En 1961-1962, il fait partie des négociateurs français participants à la mise au point des accords d'Évian.

## Éléments biographiques
Bruno de Leusse, né en août 1916, est le fils d'André de Leusse de Syon et de son épouse, née Lucie Combaudon. Il effectue des études de droit à Lyon. Mobilisé pendant la Seconde Guerre mondiale, il commence une carrière diplomatique juste après ce conflit, en 1945. Il se marie en octobre 1947. Dans un premier temps, il est affecté à l'administration centrale, puis devient consul à Florence. Il est ensuite désigné au haut commissariat en Allemagne et à l'ambassade de France à Bonn.  Il fait fonction de sous-directeur pour l'Europe centrale au Quai d'Orsay en 1959, avant d'être détaché en 1961 et 1962 auprès du ministre d’État chargé des Affaires algériennes, Louis Joxe.
Au début des années 1960, Bruno de Leusse est en effet désigné pour participer activement aux négociations secrètes, facilitées par la diplomatie suisse, entre la France et le gouvernement provisoire de la République algérienne (GPRA). Ces négociations visent à mettre fin à la guerre d'Algérie. Il est ainsi un des émissaires français, avec Georges Pompidou, lors la première rencontre organisée le 20 février 1961 dans un hôtel de Lucerne, en Suisse, avec des envoyés du GPRA, Ahmed Boumendjel, Taïeb Boulahrouf et Saâd Dahlab. Après plusieurs rencontres et bien des difficultés, ces négociation aboutissent, treize mois plus tard,  aux accords d'Évian signés le 18 mars 1962,.
Par la suite, il occupe différentes fonctions diplomatiques, au sein d’ambassades importantes comme l'ambassade de France aux États-Unis d'Amérique, à Washington, à partir de décembre 1962 jusqu'en février 1966.  Et il alterne entre ce type de mission diplomatique et des fonctions au sein de l'appareil d’État à Paris. Il est par exemple choisi en 1966 comme directeur de cabinet par Maurice Couve de Murville, alors ministre des Affaires étrangères. Il le reste jusque fin mai 1968, puis devient pendant un peu plus d'un mois le directeur du cabinet, cette fois, de Michel Debré, alors ministre des Affaires étrangères. Il est ensuite appelé à devenir le directeur du cabinet de Maurice Couve de Murville, qui prend la fonction de Premier ministre français de juillet 1968 à juin 1969. Bruno de Leusse revient ensuite au Quai d'Orsay comme directeur des Affaires africaines et malgaches, jusqu'en 1971. De 1972 à 1979, il est ambassadeur dans deux capitales importantes d'un point de vue diplomatique,  Le Caire puis Moscou. De 1979 à 1981, il est secrétaire général du ministère des Affaires étrangères, jusque l'arrivée de la gauche au pouvoir à Paris. Ce changement à la tête de l'État est en effet suivi d'un vaste mouvement, d'une cinquantaine de postes diplomatiques, décidé par le nouveau pouvoir en octobre 1981.
Âgé de 65 ans, il se met en retrait des fonctions diplomatiques de la République française et devient de 1981 à 1997 président de l'Union des Français de l'étranger. Il meurt le 2 juillet 2009 à Nernier, en Haute-Savoie.

## Décorations
- Commandeur de la Légion d'honneur
- Grand officier de l'ordre national du Mérite
- Croix de guerre 1939–1945